# Rubén Selmán
Rubén Marcos Selmán (Santiago del Cile, 25 luglio 1963 – Santiago del Cile, 10 febbraio 2020) è stato un arbitro di calcio cileno, internazionale dal 1998.
È morto nel 2020 all'età di 56 anni a seguito di un arresto cardiaco.

## Carriera
Durante la sua carriera i dirigenti del Colo-Colo si lamentarono con la Federazione calcistica cilena a causa del suo arbitraggio spesso sfavorevole al club, dopo che Jorge Valdivia dichiarò che Selmán lo aveva minacciato di espulsione durante una partita. Secondo la versione di Selmán, Valdivia fu espulso per somma di ammonizioni, la prima per un fallo e la seconda per aver corso verso una telecamera.
L'ultima partita diretta da Selmán fu Colo-Colo-Palestino; nel corso del match ha espulso due giocatori e l'allenatore della squadra in trasferta.
Vantava anche la partecipazione ad un'edizione della Copa América (la massima manifestazione per nazioni del Sudamerica), nel 2004 in Perù.